# Дом купца Акима Немилова
Дом купца́ Аки́ма Неми́лова («Усадебный дом Неми́ловых») — сохранившееся до наших дней одно из самых старых каменных зданий светской архитектуры города Ржева, построенное в начале XIX века в архитектурном стиле Ампир. Расположено на Красноармейской (бывшей Князь-Дмитриевской) стороне, по адресу: Партизанская улица, дом № 30. В настоящее время (2018 год) пребывает в руинах.

## Описание
Центральная часть главного усадебного дома оформлена слегка выступающим ризалитом с плоскими пилястрами смешанного ордера, и мезонином с балконом (утрачен). Ниши и капители очень богато, по провинциальным меркам, украшены лепниной. Со двора центральная ось подчёркнута великолепным ризалитом с итальянским окном. Сама усадьба представляет собой каре из кирпичной ограды и нескольких строений.
Некогда красивая и огромная городская усадьба в настоящее время представляет собой руинированное здание. Главный фасад сохранил следы внешней отделки. Крышу венчают мезонины по всем четырём сторонам. Огорожен высокой глухой кирпичной стеной. Имеет двое въездных ворот. Во внутреннем дворе напротив главного дома находится другое длинное двухэтажное здание (назначение, которого не известно). Это одно из немногих зданий, уцелевших после Великой Отечественной войны.
С 2009 года является объектом культурного наследия (постановление от 30 июня 2009 г. № 267-па).

## История

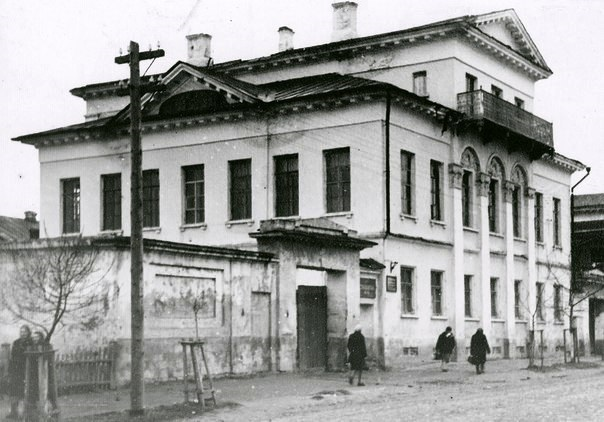
Дом купца Акима Немилова (фото начала XX века)

Ржевский купец Аким Немилов считался богатейшим капиталистом Тверской губернии первой половины XIX века, у которого по объявленным капиталам было в обороте более трех миллионов рублей. Весь свой капитал Немилов расходовал на поддержание ржевского старообрядчества, в то время гонимого официальной православной церковью.
Усадебный дом купца был построен в 1837 году на Оковецкой (ныне Партизанской) улице, в стиле ампир. Дом, как и вся усадьба, был возведён по образцовому проекту, по преданию считающемуся работой московского мастера.
По одной из легенд, Аким Немилов построил также все сохранившиеся в квартале каменные ампирные дома, и в них располагались производства, однако архивные документы этого не подтверждают.
В конце XIX века дом передали под городской сиротовоспитательный дом. Сюда приносили младенцев, часто ночью, клали анонимно в коробке при входе и звонили в колокольчик, вызывая сторожа. Дом младенца был здесь и после революции.
Во время Великой Отечественной войны в здании располагался госпиталь, после — общежитие сельхозтехникума.